# 衣川信号場
衣川信号場（ころもがわしんごうじょう）は、かつて岩手県西磐井郡平泉町にあった日本国有鉄道（国鉄）東北本線の信号場である。

## 歴史
太平洋戦争中の1945年（昭和20年）8月15日に、東北本線の輸送力増強により平泉駅 - 前沢駅間（平泉駅から北へ4 kmの地点）に当信号場が開設された。その後、1966年（昭和41年）3月21日の平泉駅 - 前沢駅間複線化に伴い当信号場 - 前沢駅間が新線に切り替えられ、役目を終えた当信号場は同年4月21日に廃止された。
なお、当信号場を一般駅に昇格させる請願があったが、実現には至らなかった。

### 年表
- 1945年（昭和20年）8月15日：平泉 - 前沢間に信号場開設[2]。
- 1947年（昭和22年）9月15日：カスリーン台風 により床上浸水。
- 1948年（昭和23年）
  - 6月4日：砂利採取専用線にて第7199（199?）列車（機関車D51形164号＋貨車8（17?）両）推進運転中、脱線転覆、三名死傷[3][4]。
  - 9月16日：アイオン台風 により水害を受ける。
- 1959年（昭和34年）：川砂利採取停止。
- 1961年（昭和36年）：砂利採取専用線レール撤去。
- 1966年（昭和41年）
  - 3月21日：平泉 - 前沢間複線化。
  - 4月21日：信号場廃止[2]。

## 構造
当信号場の構造は不明。なお、1948年（昭和23年）9月19日に米軍が撮影した空中写真では上下反転しているが、当信号場から分岐し北上川河川敷へ至る砂利採取専用線と、河川敷に貨物車両らしきものが見える。

## 周辺
- 岩手県道237号長坂束稲前沢線
- 北上川

## 隣の駅
日本国有鉄道
東北本線
平泉駅 - 衣川信号場 - 前沢駅